# Димитър Карастоянов
Димитър Анастасов Карастоянов е български фотограф.

## Биография
Димитър Карастоянов е роден в 1856 година в град Самоков, тогава в Османската империя. Дядо му Никола Карастоянов e известен издател и търговец на щампи, баща му Анастас Карастоянов е щампар и фотограф, а брат му Иван Карастоянов също е фотограф.
При управлението на Стефан Стамболов Карастоянов, за да се спаси от преследване, се мести да живее в Пловдив, където работи като фотограф. В резултат временно е въдворен в Бачковския манастир с популярната тогава формулировка – за „обида на Негово Величество“. В началото на XX век открива собствено ателие в София, на булевард „Цар Освободител“, срещу италианското посолство.
Карастоянов е един от първите български военни фотокореспонденти. Въпреки напредналата си възраст, на 56 години участва в Балканската война (1912 – 1913). Неговите снимки от първия боен полет със самолет, използван от българската авиация при Одрин, обикалят света.
Запечатва старите сгради на столицата и ги издава през 1912 година в албума „Стара София“. Заедно с брат си Иван Карастоянов прави и пощенски картички.
През 1910 г. Карастоянов построява семейна къща в  квартал Павлово. Там също работи професионално, а след смъртта му тя се ползва от наследници и сградата продължава да съществува. Има трима синове – Любен, Богдан – Бончо, и Божидар. Божидар също става придворен фотограф – на цар Борис III.